# Aphodius isikdagensis
Aphodius isikdagensis is een keversoort uit de familie bladsprietkevers (Scarabaeidae). De wetenschappelijke naam van de soort is voor het eerst geldig gepubliceerd in 1952 door Balthasar.